# هنري أوغسطس ميدلتون سميث
هنري أوغسطس ميدلتون سميث (بالإنجليزية: Henry Augustus Middleton Smith)‏ (و. 1853 – 1924 م) هو محام، وقاضي من الولايات المتحدة الأمريكية ولد في تشارلستون، كارولاينا الجنوبية.